# Koroljov (település)
Koroljov (oroszul: Королёв), 1996-ig Kalinyingrad város Oroszország Moszkvai területén, a főváros, Moszkva központjától 23 km-re északkeletre. A település az egykori szovjet, illetve a jelenlegi orosz űripar és rakétagyártás egyik legfőbb központja. Ott található az RKK Enyergija vállalat központja, valamint ott működik az orosz űrhajózási Repülésirányító Központ. A település Szergej Koroljov szovjet mérnökről kapta a nevét.